# Ctenotus essingtonii
Ctenotus essingtonii este o specie de șopârle din genul Ctenotus, familia Scincidae, descrisă de Samuel Frederick Gray în anul 1842.

## Subspecii
Această specie cuprinde următoarele subspecii:
- C. e. brevipes
- C. e. essingtonii